# フランシスコ・バレラ
フランシスコ・バレラ（Francisco Barrera、姓は Barredaとも、1595年ころ - 1658年10月4日）は17世紀、スペインの画家である。マドリードで働き、多くの静物画（スペイン語圏では「ボデゴン（厨房画）」と呼ばれる）を描いた。

## 略歴
少なくとも1625年にはマドリードに住んでいて、1632年から1657年の間、彼に関する記録が多く残されている。多くの作品が残されていて、作品数では同時期のスペインで働いた有名な画家たち、ディエゴ・ベラスケス(1599-1660)やフランシスコ・デ・スルバラン(1598–1664)、アロンソ・カーノ(1601-1667)、ヴィンチェンツォ・カルドゥッチ(1576-1638)、フアン・バン・デル・アメン(1596-1631)らを上回っていて、当時高い人気があったと考えられるが、その後名声は低下した。
1640年に当時絵画の取引にかけられた税金について裁判を起こしたことで知られている。18世紀の初めにスペインの画家、彫刻家、建築家の伝記が含まれる著書を著したアントニオ・パロミーノは、バレラについてはこの裁判のことしか記述していない。
宗教的な主題や肖像画などを描いたが、フアン・バン・デル・アメンの影響を受けた、静物画(ボデゴン)の分野の作品で知られている。代表的な作品は、1638年に描かれ、現在セビーリャ美術館に収蔵されている「四季」の寓意画で、季節の産物と人物、背景の風景画という構成の作品になっている。

## 作品

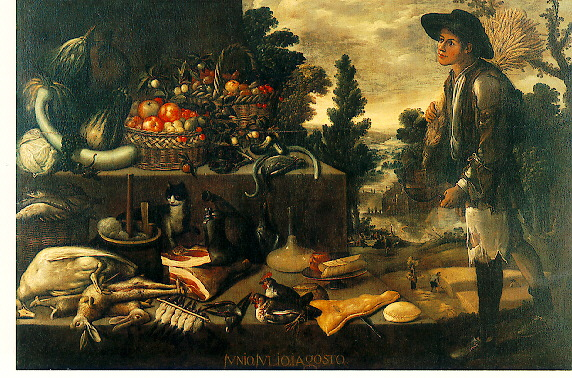
「四季」の寓意画から「夏」 (1638年:セビーリャ美術館)
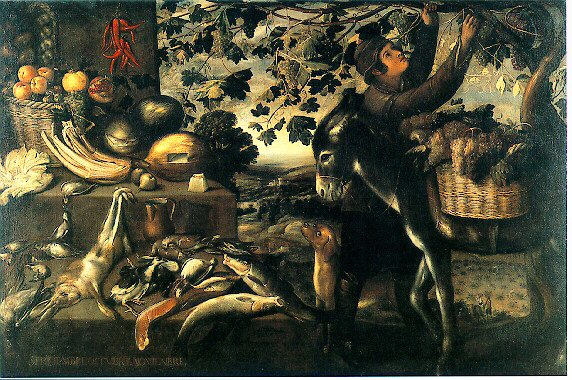
「四季」の寓意画から「秋」 (1638年:セビーリャ美術館)
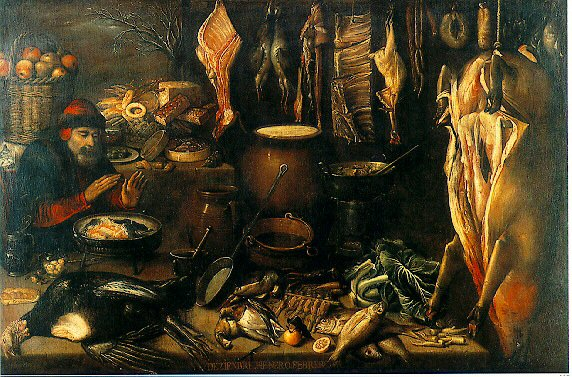
「四季」の寓意画から「冬」 (1638年:セビーリャ美術館)
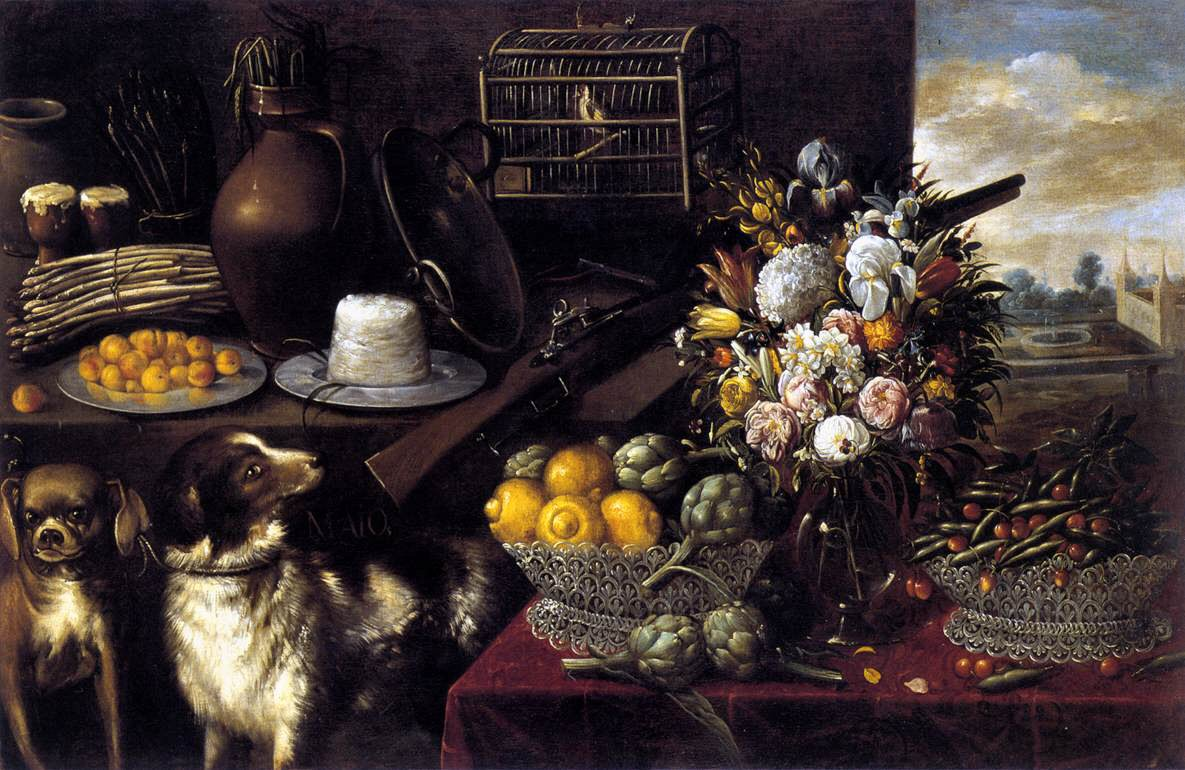
「5月の寓意画（果物、野菜、花のある静物）」 (1640年代:スロバキア国立美術館)
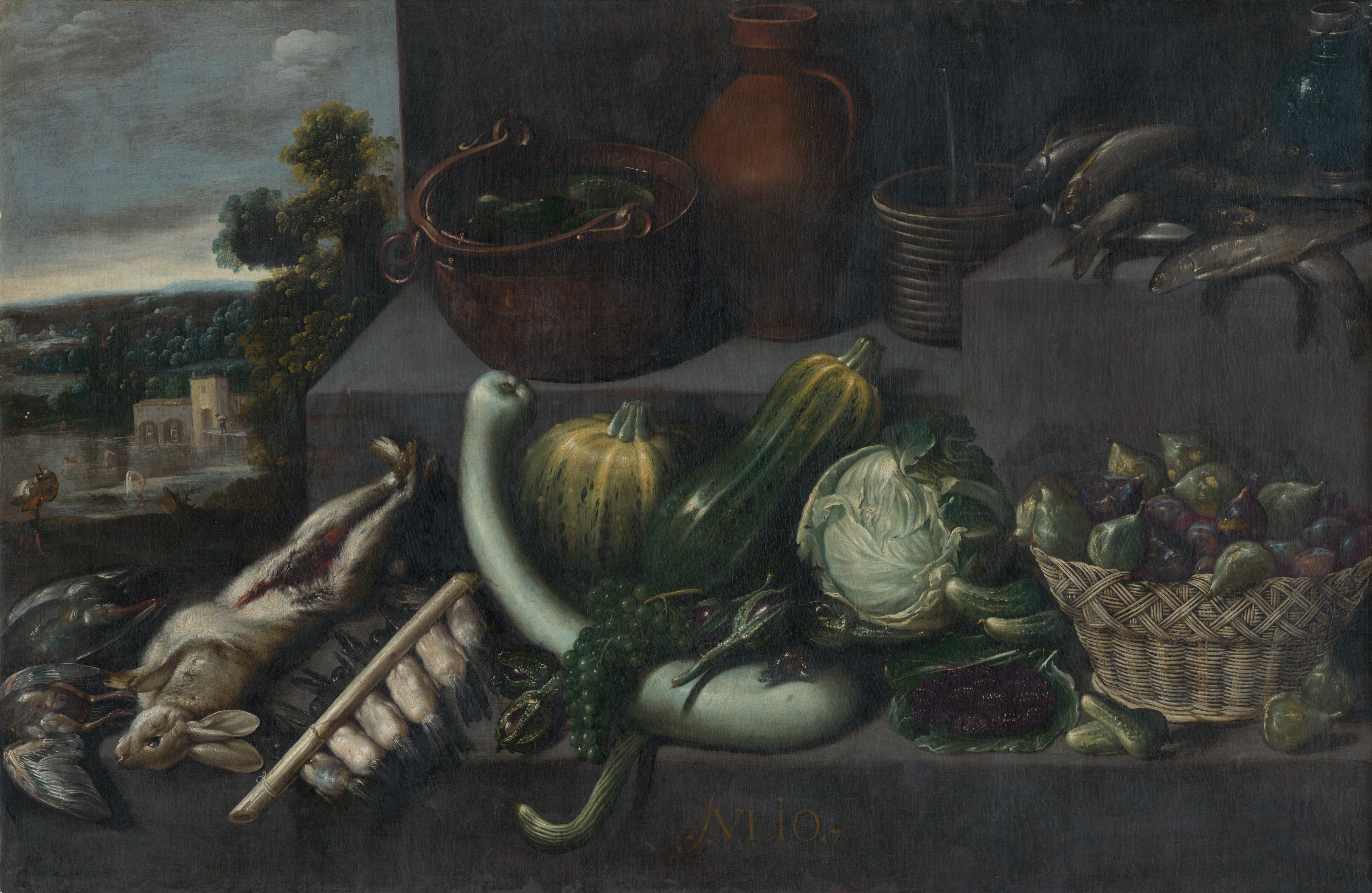
「7月の寓意画」 (1630年:スロバキア国立美術館)
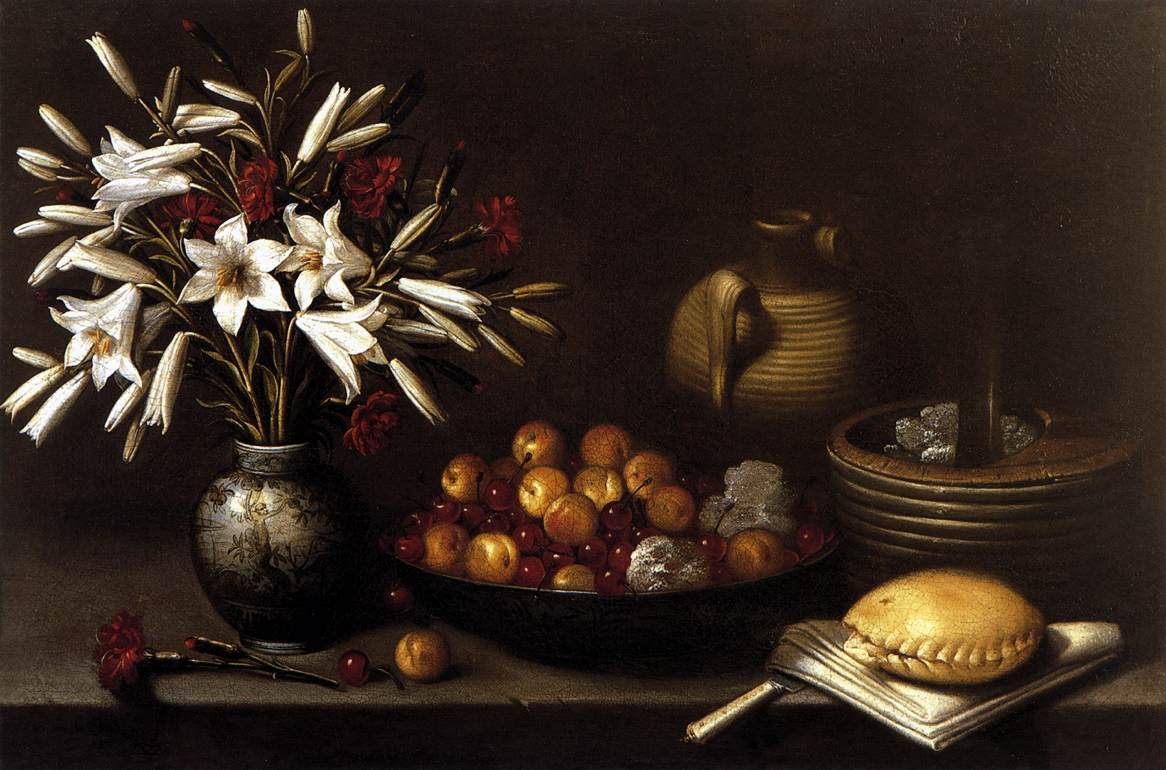
静物画 (1643年:個人蔵)